# Río Albigasta
Le Río Albigasta est une rivière du centre de l'Argentine qui coule sur le territoire des provinces de Catamarca et de Santiago del Estero. C'est un cours d'eau endoréique qui se perd dans la dépression des Salinas Grandes.

## Géographie
Le río Albigasta, naît sur les versants orientaux de la Sierra de Ancasti, encore appelée Sierra del Alto, sur le territoire de la province de Catamarca, à quelque dix kilomètres au nord de la localité d'Ancasti. À sa naissance, il se dirige vers l'est-nord-est, puis effectue un changement de direction léger, et s'oriente franchement vers l'est. Il pénètre dans la province de Santiago del Estero au niveau de la ville de Frías, dans le département de Choya, et adopte dès lors la direction du sud-est. Après un parcours de 16 kilomètres dans cette province, il se perd dans des marécages puis disparait dans les Salinas de San Bernardo, partie des Salinas de Ambargasta.
La superficie de son bassin versant est de 974 km2.

## Barrage d'El Bolsón
A peu de distance en amont de Frías, on construit le barrage d'El Bolsón, afin de réguler son débit et de pourvoir à la consommation humaine ainsi qu'à l'irrigation. On espère ainsi pouvoir maîtriser les crues souvent dévastatrices de la rivière, qui surviennent régulièrement durant les étés, et qui menacent la ville de Frías .

## Hydrométrie - Les débits mensuels à Dique Sotomayor
Le río Albigasta a un régime permanent de type pluvial, avec un débit maximal pendant les mois d'été. 
Les débits de la rivière ont été observés sur une période de 4 ans (1949-1952) à la station hydrométrique de Dique Sotomayor, et ce pour une superficie étudiée de 700 km2, soit plus ou moins la totalité du bassin versant. 
Le débit annuel moyen ou module observé à cet endroit durant cette période était de 1,38 m3/s.
La lame d'eau écoulée dans le bassin atteint ainsi le chiffre satisfaisant dans cette région fort peu arrosée en moyenne, de 62 millimètres par an. Le débit spécifique atteint 1,97 litre par seconde et par km2 de bassin.  